# Pelorosaurus
Pelorosaurus é um gênero de dinossauro herbívoro e quadrúpede que viveu durante o período Cretáceo. Media em torno de 24 metros de comprimento e pesava cerca de 30 toneladas.
O Pelorosaurus viveu na Europa, principalmente nas regiões que são hoje Portugal e Inglaterra.